# KB Tennis
KB Tennis, Kjøbenhavns Boldklub (KB) er tennisafdelingen i den københavnske idrætsforening Kjøbenhavns Boldklub på Frederiksberg.
Kjøbenhavns Boldklub blev grundlagt 26. april 1876, men det var først i 1883 at tennis også blev en del af foreningen. I dag råder klubben over ni indendørsbaner og 28 udendørsbaner, og har omkring 2000 medlemmer. Klubben har været toneangivende i dansk tennis, ligesom den regnes som landets største tennisklub.